# Graphelmis sniffi
Graphelmis sniffi là một loài bọ cánh cứng trong họ Elmidae. Loài này được Ciampor miêu tả khoa học năm 2001.